# Rajd Koszyc 2021
47. Rajd Koszyce (47. Rally Košice) – 47. edycja Rajdu Koszyce. To rajd samochodowy, który rozegrano w dniach 15–17 października 2021 roku. Bazą rajdu było miasto Koszyce. Była to siódma runda rajdowych samochodowych mistrzostw Polski w roku 2021 oraz szósta runda rajdowych mistrzostw Słowacji w roku 2021.
Rajd Koszyc 2021 wygrał Mikołaj Marczyk, była to jego dziesiąta wygrana w RSMP i szesnaste podium. Wygrał on siedem z dziesięciu odcinków specjalnych. Drugie miejsce ze stratą trzydziestu pięciu sekund zajął Wojciech Chuchała, a trzecie Tomasz Kasperczyk.

## Lista zgłoszeń[2]
Poniższa lista spośród 45 zgłoszonych zawodników obejmuje tylko zawodników startujących samochodami grupy R5.
| Nr. | Kierowca            | Pilot                 | Zespół                        | Samochód               | Klasa | Klasyfikacja     |
| --- | ------------------- | --------------------- | ----------------------------- | ---------------------- | ----- | ---------------- |
| 1   | Mikołaj Marczyk     | Szymon Gospodarczyk   | Orlen Team                    | Škoda Fabia Rally2 evo | 2     | Poland           |
| 2   | Kacper Wróblewski   | Jakub Wróbel          |                               | Škoda Fabia Rally2 evo | 2     | Poland           |
| 3   | Tomasz Kasperczyk   | Damian Syty           | Tiger Energy Drink Rally Team | Volkswagen Polo GTI R5 | 2     | Slovakia, Poland |
| 4   | Łukasz Kotarba      | Tomasz Kotarba        | BTH Import Stal Rally Team    | Citroën C3 Rally2      | 2     | Poland           |
| 5   | Jaroslav Melichárek | Martin Tureček        | SK DER Rally Team             | Škoda Fabia Rally2 evo | 2     | Slovakia         |
| 6   | Wojciech Chuchała   | Sebastian Rozwadowski | Marten Sport                  | Škoda Fabia Rally2 evo | 2     | Poland           |
| 7   | Peter Gavlák        | Emil Horniaček        | P.S.R. Rally Team             | Škoda Fabia R5         | 2     | Slovakia         |
| 8   | Adrian Chwietczuk   | Jarosław Baran        | Hołowczyc Racing              | Škoda Fabia Rally2 evo | 2     | Slovakia, Poland |
| 9   | Maciej Lubiak       | Grzegorz Dachowski    |                               | Škoda Fabia Rally2 evo | 2     | Slovakia, Poland |
| 10  | László Német        | Imre Tóth             | Kole Média Center Kft.        | Škoda Fabia Rally2 evo | 2     | Slovakia         |
| 14  | Roman Popovič       | Matúš Lejko           | Luna Racing                   | Škoda Fabia Rally2 evo | 2     | Slovakia         |

## Zwycięzcy odcinków specjalnych[3]
| Dzień | Numer odcinka | Nazwa odcinka | Długość  | Zwycięzca odcinka | Samochód               | Czas    | Lider rajdu     |
| ----- | ------------- | ------------- | -------- | ----------------- | ---------------------- | ------- | --------------- |
| 16 XI | OS1           | Herl'any 1    | 13,00 km | Mikołaj Marczyk   | Škoda Fabia Rally2 evo | 7:33,6  | Mikołaj Marczyk |
| 16 XI | OS2           | Bogota 1      | 18,45 km | Mikołaj Marczyk   | Škoda Fabia Rally2 evo | 10:27,3 | Mikołaj Marczyk |
| 16 XI | OS3           | Herl'any 2    | 13,00 km | Mikołaj Marczyk   | Škoda Fabia Rally2 evo | 7:31,0  | Mikołaj Marczyk |
| 16 XI | OS4           | Bogota 2      | 18,45 km | Łukasz Kotarba    | Citroën C3 Rally2      | 10:33,1 | Mikołaj Marczyk |
| 17 XI | OS5           | Jahodná 1     | 23,45 km | Mikołaj Marczyk   | Škoda Fabia Rally2 evo | 11:54.7 | Mikołaj Marczyk |
| 17 XI | OS6           | Zlatník 1     | 2,95 km  | Wojciech Chuchała | Škoda Fabia Rally2 evo | 1:49.2  | Mikołaj Marczyk |
| 17 XI | OS7           | Ružín 1       | 6,65 km  | Mikołaj Marczyk   | Škoda Fabia Rally2 evo | 3:49,4  | Mikołaj Marczyk |
| 17 XI | OS8           | Jahodná 2     | 23,45 km | Mikołaj Marczyk   | Škoda Fabia Rally2 evo | 11:42,9 | Mikołaj Marczyk |
| 17 XI | OS9           | Zlatník 2     | 2,95 km  | Mikołaj Marczyk   | Škoda Fabia Rally2 evo | 1:46,2  | Mikołaj Marczyk |
| 17 XI | OS10          | Ružín 2       | 6,65 km  | Tomasz Kasperczyk | Volkswagen Polo GTI R5 | 3:48,6  | Mikołaj Marczyk |

## Wyniki etapu 1 w klasyfikacji RSMP (OS1-OS4)[4]
| Miejsce | Kierowca          | Pilot                 | Samochód               | Czas/Strata | Punkty |
| ------- | ----------------- | --------------------- | ---------------------- | ----------- | ------ |
| 1       | Mikołaj Marczyk   | Szymon Gospodarczyk   | Škoda Fabia Rally2 evo | 36:10,0     | 5      |
| 2       | Łukasz Kotarba    | Tomasz Kotarba        | Citroën C3 Rally2      | +20,3       | 4      |
| 3       | Wojciech Chuchała | Sebastian Rozwadowski | Škoda Fabia Rally2 evo | +37,6       | 3      |
| 4       | Kacper Wróblewski | Jakub Wróbel          | Škoda Fabia Rally2 evo | +40,2       | 2      |
| 5       | Tomasz Kasperczyk | Damian Syty           | Volkswagen Polo GTI R5 | +1:05,3     | 1      |

## Wyniki etapu 2 w klasyfikacji RSMP (OS5-OS10)[5]
| Miejsce | Kierowca          | Pilot                 | Samochód               | Czas/Strata | Punkty |
| ------- | ----------------- | --------------------- | ---------------------- | ----------- | ------ |
| 1       | Tomasz Kasperczyk | Damian Syty           | Volkswagen Polo GTI R5 | 35:16,4     | 5      |
| 2       | Wojciech Chuchała | Sebastian Rozwadowski | Škoda Fabia Rally2 evo | +4,5        | 4      |
| 3       | Mikołaj Marczyk   | Szymon Gospodarczyk   | Škoda Fabia Rally2 evo | +7,1        | 3      |
| 4       | Kacper Wróblewski | Jakub Wróbel          | Škoda Fabia Rally2 evo | +26,5       | 2      |
| 5       | Łukasz Kotarba    | Tomasz Kotarba        | Citroën C3 Rally2      | +34,8       | 1      |

### Power Stage w RSMP – OS10[6]
| Miejsce | Kierowca          | Pilot                 | Samochód               | Czas/strata | Punkty |
| ------- | ----------------- | --------------------- | ---------------------- | ----------- | ------ |
| 1       | Tomasz Kasperczyk | Damian Syty           | Volkswagen Polo GTI R5 | 3:48,6      | 5      |
| 2       | Mikołaj Marczyk   | Szymon Gospodarczyk   | Škoda Fabia Rally2 evo | +2,4        | 4      |
| 3       | Wojciech Chuchała | Sebastian Rozwadowski | Škoda Fabia Rally2 evo | +3,2        | 3      |
| 4       | Kacper Wróblewski | Jakub Wróbel          | Škoda Fabia Rally2 evo | +4,5        | 2      |
| 5       | Łukasz Kotarba    | Tomasz Kotarba        | Citroën C3 Rally2      | +6,7        | 1      |

## Wyniki końcowe rajdu[7]
| Miejsce | Kierowca            | Pilot                 | Samochód                 | Czas      | Strata  | Grupa Klasa |
| ------- | ------------------- | --------------------- | ------------------------ | --------- | ------- | ----------- |
| 1       | Mikołaj Marczyk     | Szymon Gospodarczyk   | Škoda Fabia Rally2 evo   | 1:11:33,5 | –       | 2           |
| 2       | Wojciech Chuchała   | Sebastian Rozwadowski | Škoda Fabia Rally2 evo   | 1:12:08,5 | +35,0   | 2           |
| 3       | Łukasz Kotarba      | Tomasz Kotarba        | Citroën C3 Rally2        | 1:12:21,5 | +48,0   | 2           |
| 4       | Tomasz Kasperczyk   | Damian Syty           | Volkswagen Polo GTI R5   | 1:12:31,7 | +58,2   | 2           |
| 5       | Kacper Wróblewski   | Jakub Wróbel          | Škoda Fabia Rally2 evo   | 1:12:33,1 | +59,6   | 2           |
| 6       | László Német        | Imre Tóth             | Škoda Fabia Rally2 evo   | 1:14:05,6 | +2:32,1 | 2           |
| 7       | Jaroslav Melichárek | Martin Tureček        | Škoda Fabia Rally2 evo   | 1:14:24,7 | +2:51,2 | 2           |
| 8       | Adrian Chwietczuk   | Jarosław Baran        | Škoda Fabia Rally2 evo   | 1:15:38,2 | +4:04,7 | 2           |
| 9       | Tomáš Kukučka       | Peter Vejačka         | Mitsubishi Lancer Evo VI | 1:16:36,6 | +5:03,1 | 11          |
| 10      | Lukáš Lapdavský     | Julius Lapdavský      | Mitsubishi Lancer Evo IX | 1:17:44,6 | +6:11,1 | 3           |

### Wyniki końcowe rundyRSMP[8]
W klasyfikacji RSMP dodatkowe punkty przyznawane są za odcinek Power Stage oraz każdy z dwóch etapów rajdu.
| Miejsce | Kierowca          | Pilot                 | Samochód                 | Czas      | Strata   | Grupa    | Punkty |
| ------- | ----------------- | --------------------- | ------------------------ | --------- | -------- | -------- | ------ |
| 1       | Mikołaj Marczyk   | Szymon Gospodarczyk   | Škoda Fabia Rally2 evo   | 1:11:33,5 | –        | 2        | 30+12  |
| 2       | Wojciech Chuchała | Sebastian Rozwadowski | Škoda Fabia Rally2 evo   | 1:12:08,5 | +35,0    | 2        | 24+10  |
| 3       | Łukasz Kotarba    | Tomasz Kotarba        | Citroën C3 Rally2        | 1:12:21,5 | +48,0    | 2        | 21+6   |
| 4       | Tomasz Kasperczyk | Damian Syty           | Volkswagen Polo GTI R5   | 1:12:31,7 | +58,2    | 2        | 19+11  |
| 5       | Kacper Wróblewski | Jakub Wróbel          | Škoda Fabia Rally2 evo   | 1:12:33,1 | +59,6    | 2        | 17+6   |
| 6       | Adrian Chwietczuk | Jarosław Baran        | Škoda Fabia Rally2 evo   | 1:15:38,2 | +4:04,7  | 2        | 15     |
| 7       | Jakub Brzeziński  | Dariusz Burkat        | Ford Fiesta Rally4       | 1:21:13,5 | +9:40,0  | 4        | 13     |
| 8       | Michał Tochowicz  | Piotr Białowąs        | Peugeot 208 Rally4       | 1:21:46,9 | +10:13,4 | 4        | 11     |
| 9       | Błażej Gazda      | Maciej Mikuliszyn     | Peugeot 208 R2           | 1:21:48,3 | +10:14,8 | 4        | 9      |
| 10      | Marek Roefler     | Marek Bała            | Subaru Impreza GT Turbo  | 1:24:29,8 | +12:56,3 | Open 4WD | 7      |
| 11      | Marcin Kowal      | Sebastian Lenkowski   | Mitsubishi Lancer Evo IX | 1:34:39,3 | +23:05,8 | Open 4WD | 5      |
| 12      | Krzysztof Bubik   | Mateusz Martynek      | BMW M3 E46 Compact       | 1:39:22,8 | +27:49,3 | Open 2WD | 4      |

## Klasyfikacja kierowców RSMP
Punkty otrzymuje 15 pierwszych zawodników, którzy ukończą rajd według klucza:
| Miejsce | 1  | 2  | 3  | 4  | 5  | 6  | 7  | 8  | 9 | 10 | 11 | 12 | 13 | 14 | 15 |
| Punkty  | 30 | 24 | 21 | 19 | 17 | 15 | 13 | 11 | 9 | 7  | 5  | 4  | 3  | 2  | 1  |

Dodatkowe punkty zawodnicy zdobywają za ostatni odcinek specjalny zwany Power Stage, punktowany: za zwycięstwo – 5, drugie miejsce – 4, trzecie – 3, czwarte – 2 i piąte – 1 punkt.
| Miejsce | 1 | 2 | 3 | 4 | 5 |
| Punkty  | 5 | 4 | 3 | 2 | 1 |

Dodatkowo w rajdach pierwszej kategorii (tzw. rajdach dwuetapowych) – wyróżnionych kursywą, pierwsza piątka w klasyfikacji generalnej każdego etapu zdobywa punkty w takim samym stosunku jak w przypadku punktacji Power Stage. W tabeli uwzględniono miejsce, które zajął zawodnik w poszczególnym rajdzie, a w indeksie górnym umieszczono liczbę punktów uzyskanych na ostatnim, dodatkowo punktowanym odcinku specjalnym tzw. Power Stage oraz dodatkowe punkty za wygranie etapów rajdu.
| Poz. | Kierowca            | Żmudzi | Polski | Nadwiślański | Rzeszowski | Śląska | Świdnicki | Koszyc | Suma punktów |
| ---- | ------------------- | ------ | ------ | ------------ | ---------- | ------ | --------- | ------ | ------------ |
| 1    | Mikołaj Marczyk     | 15     | 15+5   | 15           | 24+9       | 1      |           | 14+8   | 199          |
| 2    | Wojciech Chuchała   | 31     | 24+4   | 3            | NU3        | 5      | 24        | 23+7   | 149          |
| 3    | Tomasz Kasperczyk   | 5      | 52+3   | 24           | 61         | 8      | 42        | 45+6   | 138          |
| 4    | Kacper Wróblewski   | 4      | 211+1  | 52           | 43+3       | 2      | 15        | 52+4   | 131          |
| 5    | Sylwester Płachytka | 8      | 9      | 4            | 53         | 6      | 3         |        | 88           |
| 6    | Adrian Chwietczuk   | 23     | 43+6   | 7            | NU         | 11     | NU        | 6      | 85           |
| 7    | Łukasz Kotarba      | 7      | 71     | 81           | NU         | 10     | 6         | 31+5   | 83           |
| 8    | Grzegorz Grzyb      | 154    | 35+5   | NU           | 32+3       | 3      | NU        |        | 69           |
| 9    | Maciej Lubiak       | 11     | NU     | 6            | 8          | 7      | 51        |        | 53           |
| 10   | Zbigniew Gabryś     | 9      | 8      | 14           | 9          | 12     | 7         |        | 45           |
| 11   | Erik Cais           |        |        |              | 15+9       |        |           |        | 44           |
| 12   | Łukasz Kabaciński   | 10     | NU     | 9            | 7          | 14     | 32        |        | 30           |
| 13   | Łukasz Byśkiniewicz | 16     | 11     | 10           | 10         | 15     | 10        |        | 26           |
| 14   | Jakub Brzeziński    | 17     | 12     | 17           | 13         | 19     | 12        | 7      | 24           |
| 15   | Jarosław Szeja      | NU     | 6      | NU           | NU         | 4      |           |        | 21           |
| 16   | Jacek Jurecki       | 62     |        | 37           |            |        |           |        | 17           |
| 17   | Jacek Sobczak       |        |        | 11           | 19         | 13     | 8         |        | 17           |
| 18   | Radosław Typa       | 22     | 10     | 12           | NU         | 31     | 13        |        | 14           |
| 19   | Marek Nowak         | 12     | 28     |              | NU         | 16     | 9         |        | 13           |
| 20   | Krzysztof Bubik     | 13     | 16     | 15           | NU         | 21     | 11        | 12     | 13           |
| 21   | Błażej Gazda        | 23     | 18     | 25           | 14         | 27     | 15        | 9      | 12           |
| 22   | Jarosław Kołtun     | NU     | NU     | 13           | 11         | 9      |           |        | 11           |
| 23   | Michał Tochowicz    | 26     | NU     |              | 32         | 25     | 17        | 8      | 11           |
| 24   | Marek Roefler       | 20     | 17     | NU           | 30         | 39     | 20        | 10     | 7            |
| 25   | Adam Sroka          | 18     | 15     | NU           | 12         | 20     | NU        |        | 5            |
| 26   | Marcin Kowal        | 28     | 23     | 34           | 19         | 30     | 29        | 11     | 5            |
| 27   | Kamil Bolek         | 24     | 13     | 24           | 37         | 17     | NU        |        | 3            |
| 28   | Damian Łata         | 25     | 20     |              | NU         | 24     | 14        |        | 2            |
| 29   | Igor Widłak         | NU     | 14     |              |            |        |           |        | 2            |
| 30   | Daniel Chwist       | 14     |        |              |            |        |           |        | 2            |
| 31   | Paweł Hankiewicz    |        |        |              | 15         | 35     |           |        | 1            |
| Poz. | Kierowca            | Żmudzi | Polski | Nadwiślański | Rzeszowski | Śląska | Świdnicki | Koszyc | Suma punktów |

| Kolor     | Opis                   |
| --------- | ---------------------- |
| Złoty     | Zwycięzca              |
| Srebrny   | 2. miejsce             |
| Brązowy   | 3. miejsce             |
| Zielony   | Punktowane miejsce     |
| Niebieski | Ukończył nie punktował |
| Fioletowy | Nie ukończył NU        |
| Czarny    | Wykluczony X           |
| Biały     | Nie wystartował NW     |
| Puste     | Nie brał udziału       |

1. 1 2  Za Rajd Śląska 2021 przyznano tylko 1/3 punktów i odwołano odcinek Power Stage.